# Succieu
Succieu település Franciaországban, Isère megyében. Lakosainak száma 774 fő (2022. január 1.). Succieu Biol, Châteauvilain, Les Éparres, Saint-Victor-de-Cessieu, Sérézin-de-la-Tour és Torchefelon községekkel határos.

## Népesség
A település népessége az elmúlt években az alábbi módon változott:
| Lakosok száma | 275  | 347  | 526  | 670  | 718  | 728  | 735  | 735  | 748  | 774  |
|               | 1968 | 1982 | 1990 | 2006 | 2013 | 2015 | 2017 | 2019 | 2020 | 2022 |